# Suctobelbella sinica
Suctobelbella sinica är en kvalsterart som beskrevs av Wen 1987. Suctobelbella sinica ingår i släktet Suctobelbella och familjen Suctobelbidae. Inga underarter finns listade i Catalogue of Life.